# Comuna Cernețke, Talalaiivka
Cernețke (în ucraineană Чернецьке) este o comună în raionul Talalaiivka, regiunea Cernihiv, Ucraina, formată din satele Cernețke (reședința), Dibrova, Hlîboke, Makarenkove și Spivakove.

## Demografie
Componența lingvistică a comunei Cernețke
     Ucraineană (98,14%)
     Rusă (1,61%)
     Alte limbi (0,12%)
Conform recensământului din 2001, majoritatea populației comunei Cernețke era vorbitoare de ucraineană (98,14%), existând în minoritate și vorbitori de rusă (1,61%).